# Liste des matchs de l'équipe de Macao de football par adversaire
Cette liste présente les matchs de l'équipe de Macao de football par adversaire rencontré.
- Haut – A
- B
- C
- D
- E
- F
- G
- H
- I
- J
- K
- L
- M
- N
- O
- P
- Q
- R
- S
- T
- U
- V
- W
- X
- Y
- Z

## A

### Arabie saoudite

#### Confrontations
Confrontations entre Macao et l'Arabie saoudite :
|   | Date         | Lieu         | Match                   | Score | Compétition                                                        |
| - | ------------ | ------------ | ----------------------- | ----- | ------------------------------------------------------------------ |
| 1 | 1er mai 1993 | Kuala Lumpur | Arabie saoudite - Macao | 6-0   | Tours préliminaires à la Coupe du monde 1994 (zone Asie, 1er tour) |
| 2 | 18 mai 1993  | Riyad        | Arabie saoudite - Macao | 8-0   | Tours préliminaires à la Coupe du monde 1994 (zone Asie, 1er tour) |

#### Bilan
Au 9 avril 2019 :
- Total de matchs disputés : 2
- Victoires de Macao : 0
- Matchs nuls : 0
- Victoires de l'Arabie saoudite : 2
- Total de buts marqués par Macao : 0
- Total de buts marqués par l'Arabie saoudite : 14

### Australie

#### Confrontations
Confrontations entre Macao et l'Australie :
|   | Date            | Lieu  | Match             | Score | Compétition  |
| - | --------------- | ----- | ----------------- | ----- | ------------ |
| 1 | 30 octobre 1970 | Macao | Macao - Australie | 0-9   | Match amical |

#### Bilan
Au 9 avril 2019 :
- Total de matchs disputés : 1
- Victoires de Macao : 0
- Matchs nuls : 0
- Victoires de l'Australie : 1
- Total de buts marqués par Macao : 0
- Total de buts marqués par l'Australie : 9

## B

### Bangladesh

#### Confrontations
Confrontations entre Macao et le Bangladesh :
|   | Date          | Lieu  | Match              | Score | Compétition                                    |
| - | ------------- | ----- | ------------------ | ----- | ---------------------------------------------- |
| 1 | 30 avril 2009 | Dacca | Bangladesh - Macao | 2-0   | AFC Challenge Cup 2010 (qualification - gr. A) |

#### Bilan
Au 9 avril 2019 :
- Total de matchs disputés : 1
- Victoires de Macao : 0
- Matchs nuls : 0
- Victoires du Bangladesh : 1
- Total de buts marqués par Macao : 0
- Total de buts marqués par le Bangladesh : 3

### Birmanie

#### Confrontations
Confrontations entre Macao et la Birmanie :
|   | Date              | Lieu    | Match            | Score | Compétition                                                 |
| - | ----------------- | ------- | ---------------- | ----- | ----------------------------------------------------------- |
| 1 | 26 avril 2009     | Dacca   | Macao - Birmanie | 0-4   | AFC Challenge Cup 2010 (qualification - gr. A)              |
| 2 | 13 septembre 2017 | Macao   | Macao - Birmanie | 0-4   | Éliminatoires de la Coupe d'Asie des nations 2019 (3e tour) |
| 3 | 27 mars 2018      | Rangoun | Birmanie - Macao | 1-0   | Éliminatoires de la Coupe d'Asie des nations 2019 (3e tour) |

#### Bilan
Au 9 avril 2019 :
- Total de matchs disputés : 3
- Victoires de Macao : 0
- Matchs nuls : 0
- Victoires de la Birmanie : 3
- Total de buts marqués par Macao : 0
- Total de buts marqués par la Birmanie : 9

### Brunei

#### Confrontations
Confrontations entre Brunei et Macao :
|   | Date             | Lieu                | Match          | Score           | Compétition                                                      |
| - | ---------------- | ------------------- | -------------- | --------------- | ---------------------------------------------------------------- |
| 1 | 17 février 1985  | Macao               | Macao - Brunei | 2-0             | Tour préliminaire à la Coupe du monde 1986 (zone Asie, 1er tour) |
| 2 | 13 avril 1985    | Bandar Seri Begawan | Brunei - Macao | 1-2             | Tour préliminaire à la Coupe du monde 1986 (zone Asie, 1er tour) |
| 3 | 13 février 2000  | Macao               | Macao - Brunei | 1-0             | Tour préliminaire à la Coupe d'Asie des nations 2000 (gr. 10)    |
| 4 | 12 novembre 2016 | Kuching             | Macao - Brunei | 1-1 (tab : 4-3) | AFC Solidarity Cup 2016 (demi-finale)                            |

#### Bilan
Au 1er avril 2019 :
- Total de matchs disputés : 4
- Victoires de Brunei : 0
- Match nul : 1
- Victoires de Macao : 3
- Total de buts marqués par Brunei : 2
- Total de buts marqués par Macao : 6

## C

### Cambodge

#### Confrontations
Confrontations entre Macao et le Cambodge :
|   | Date            | Lieu       | Match            | Score    | Compétition                                                  |
| - | --------------- | ---------- | ---------------- | -------- | ------------------------------------------------------------ |
| 1 | 28 mai 2008     | Phnom Penh | Cambodge - Macao | 3-1      | AFC Challenge Cup 2008 (qualification - gr. D)               |
| 2 | 28 avril 2009   | Dacca      | Cambodge - Macao | 2-1      | AFC Challenge Cup 2010 (qualification - gr. A)               |
| 3 | 9 février 2011  | Phnom Penh | Cambodge - Macao | 3-1      | AFC Challenge Cup 2012 (qualification)                       |
| 4 | 16 février 2011 | Macao      | Macao - Cambodge | 3-2 (ap) | AFC Challenge Cup 2012 (qualification)                       |
| 5 | 12 mars 2015    | Phnom Penh | Cambodge - Macao | 3-0      | Éliminatoires de la Coupe d'Asie des nations 2019 (1er tour) |
| 6 | 17 mars 2015    | Macao      | Macao - Cambodge | 1-1      | Éliminatoires de la Coupe d'Asie des nations 2019 (1er tour) |

#### Bilan
Au 9 avril 2019 :
- Total de matchs disputés : 6
- Victoires de Macao : 1
- Matchs nuls : 1
- Victoires du Cambodge : 4
- Total de buts marqués par Macao : 7
- Total de buts marqués par le Cambodge : 14

### Chine

#### Confrontations
Confrontations entre Macao et la Chine :
|   | Date             | Lieu      | Match         | Score | Compétition                                                               |
| - | ---------------- | --------- | ------------- | ----- | ------------------------------------------------------------------------- |
| 1 | 27 décembre 1978 | Manille   | Chine - Macao | 2-1   | Tour préliminaire à la Coupe d'Asie des nations 1980 (gr. 4)              |
| 2 | 24 décembre 1980 | Hong Kong | Chine - Macao | 3-0   | Tours préliminaires à la Coupe du monde 1982 (zone Asie-Océanie, gr. 4-A) |
| 3 | 20 février 1985  | Macao     | Macao - Chine | 0-4   | Tour préliminaire à la Coupe du monde 1986 (zone Asie, 1er tour)          |
| 4 | 12 mai 1985      | Pékin     | Chine - Macao | 6-0   | Tour préliminaire à la Coupe du monde 1986 (zone Asie, 1er tour)          |
| 5 | 30 janvier 1996  | Hong Kong | Chine - Macao | 7-1   | Tour préliminaire à la Coupe d'Asie des nations 1996 (gr. 2)              |

#### Bilan
Au 9 avril 2019 :
- Total de matchs disputés : 5
- Victoires de Macao : 0
- Matchs nuls : 0
- Victoires de la Chine : 5
- Total de buts marqués par Macao : 2
- Total de buts marqués par la Chine : 22

### Corée du Nord

#### Confrontations
Confrontations entre Macao et la Corée du Nord :
|   | Date             | Lieu      | Match                 | Score | Compétition                                                               |
| - | ---------------- | --------- | --------------------- | ----- | ------------------------------------------------------------------------- |
| 1 | 22 décembre 1980 | Hong Kong | Corée du Nord - Macao | 3-0   | Tours préliminaires à la Coupe du monde 1982 (zone Asie-Océanie, gr. 4-A) |
| 2 | 5 juin 1992      | Pyongyang | Corée du Nord - Macao | 2-0   | Tour préliminaire à la Coupe d'Asie des nations 1992 (gr. 4)              |
| 3 | 21 juin 2007     | Macao     | Macao - Corée du Nord | 1-7   | Coupe d'Asie de l'Est 2008 (tour préliminaire)                            |

#### Bilan
Au 9 avril 2019 :
- Total de matchs disputés : 3
- Victoires de Macao : 0
- Matchs nuls : 0
- Victoires de la Corée du Nord : 3
- Total de buts marqués par Macao : 1
- Total de buts marqués par la Corée du Nord : 12

### Corée du Sud

#### Confrontations
Confrontations entre Macao et la Corée du Sud :
|   | Date             | Lieu    | Match                | Score | Compétition                                                  |
| - | ---------------- | ------- | -------------------- | ----- | ------------------------------------------------------------ |
| 1 | 25 décembre 1978 | Manille | Corée du Sud - Macao | 4-1   | Tour préliminaire à la Coupe d'Asie des nations 1980 (gr. 4) |

#### Bilan
Au 9 avril 2019 :
- Total de matchs disputés : 1
- Victoires de Macao : 0
- Matchs nuls : 0
- Victoires de la Corée du Sud : 1
- Total de buts marqués par Macao : 1
- Total de buts marqués par la Corée du Sud : 4

## G

### Guam

#### Confrontations
Confrontations entre Macao et Guam :
|   | Date              | Lieu        | Match        | Score | Compétition                                    |
| - | ----------------- | ----------- | ------------ | ----- | ---------------------------------------------- |
| 1 | 26 février 2003   | Hong Kong   | Macao - Guam | 2-0   | Coupe d'Asie de l'Est 2003 (tour préliminaire) |
| 2 | 15 mars 2009      | Yona        | Guam - Macao | 2-2   | Coupe d'Asie de l'Est 2010 (1er tour)          |
| 3 | 29 septembre 2012 | Bacolod     | Macao - Guam | 0-3   | Coupe de la Paix des Philippines 2012 (en)     |
| 4 | 22 juillet 2012   | Yona        | Guam - Macao | 3-0   | Coupe d'Asie de l'Est 2013 (1er tour)          |
| 5 | 21 juillet 2014   | Tamuning    | Guam - Macao | 0-0   | Coupe d'Asie de l'Est 2015 (1er tour)          |
| 6 | 4 septembre 2018  | Oulan-Bator | Macao - Guam | 2-0   | Coupe d'Asie de l'Est 2019 (1er tour)          |

#### Bilan
Au 9 avril 2019 :
- Total de matchs disputés : 6
- Victoires de Macao : 2
- Matchs nuls : 2
- Victoires de Guam : 2
- Total de buts marqués par Macao : 6
- Total de buts marqués par Guam : 8

## H

### Hong Kong

#### Confrontations
Confrontations entre Macao et Hong Kong :
|    | Date             | Lieu      | Match             | Score | Compétition                                                      |
| -- | ---------------- | --------- | ----------------- | ----- | ---------------------------------------------------------------- |
| 1  | 28 avril 1985    | Macao     | Macao - Hong Kong | 0-2   | Tour préliminaire à la Coupe du monde 1986 (zone Asie, 1er tour) |
| 2  | 4 mai 1985       | Hong Kong | Hong Kong - Macao | 2-0   | Tour préliminaire à la Coupe du monde 1986 (zone Asie, 1er tour) |
| 3  | 3 juin 1992      | Pyongyang | Macao - Hong Kong | 2-2   | Tour préliminaire à la Coupe d'Asie des nations 1992 (gr. 4)     |
| 4  | 1er février 1996 | Hong Kong | Hong Kong - Macao | 4-1   | Tour préliminaire à la Coupe d'Asie des nations 1996 (gr. 2)     |
| 5  | 24 février 2003  | Hong Kong | Hong Kong - Macao | 3-0   | Coupe d'Asie de l'Est 2003 (tour préliminaire)                   |
| 6  | 29 mai 2005      | Hong Kong | Hong Kong - Macao | 8-1   | Match amical                                                     |
| 7  | 3 juin 2006      | Macao     | Macao - Hong Kong | 0-0   | Match amical                                                     |
| 8  | 10 juin 2007     | Hong Kong | Hong Kong - Macao | 2-1   | Match amical                                                     |
| 9  | 19 novembre 2008 | Macao     | Macao - Hong Kong | 1-9   | Match amical                                                     |
| 10 | 2 octobre 2011   | Kaohsiung | Hong Kong - Macao | 5-1   | Coupe Long Teng 2011 (en)                                        |
| 11 | 14 novembre 2015 | Hong Kong | Hong Kong - Macao | 2-0   | Match amical                                                     |
| 12 | 8 octobre 2016   | Macao     | Macao - Hong Kong | 0-3   | Match amical                                                     |

#### Bilan
Au 9 avril 2019 :
- Total de matchs disputés : 12
- Victoires de Macao : 0
- Matchs nuls : 2
- Victoires de Hong Kong : 10
- Total de buts marqués par Macao : 7
- Total de buts marqués par Hong Kong : 42

## I

### Îles Mariannes du Nord

#### Confrontations
Confrontations entre Macao et les îles Mariannes du Nord :
|   | Date             | Lieu        | Match                          | Score | Compétition                           |
| - | ---------------- | ----------- | ------------------------------ | ----- | ------------------------------------- |
| 1 | 11 mars 2009     | Yona        | Macao - Îles Mariannes du Nord | 6-1   | Coupe d'Asie de l'Est 2010 (1er tour) |
| 2 | 20 juillet 2012  | Yona        | Macao - Îles Mariannes du Nord | 5-1   | Coupe d'Asie de l'Est 2013 (1er tour) |
| 3 | 23 juillet 2014  | Tamuning    | Macao - Îles Mariannes du Nord | 1-2   | Coupe d'Asie de l'Est 2015 (1er tour) |
| 4 | 2 juillet 2016   | Dededo      | Îles Mariannes du Nord - Macao | 1-3   | Coupe d'Asie de l'Est 2017 (1er tour) |
| 5 | 6 septembre 2018 | Oulan-Bator | Îles Mariannes du Nord - Macao | 1-1   | Coupe d'Asie de l'Est 2019 (1er tour) |

#### Bilan
Au 9 avril 2019 :
- Total de matchs disputés : 5
- Victoires de Macao : 3
- Matchs nuls : 1
- Victoires des îles Mariannes du Nord : 1
- Total de buts marqués par Macao : 16
- Total de buts marqués par les îles Mariannes du Nord : 6

### Inde

#### Confrontations
Confrontations entre Macao et l'Inde :
|   | Date             | Lieu      | Match        | Score | Compétition                                                 |
| - | ---------------- | --------- | ------------ | ----- | ----------------------------------------------------------- |
| 1 | 5 septembre 2017 | Macao     | Macao - Inde | 0-2   | Éliminatoires de la Coupe d'Asie des nations 2019 (3e tour) |
| 2 | 11 octobre 2017  | Bangalore | Inde - Macao | 4-1   | Éliminatoires de la Coupe d'Asie des nations 2019 (3e tour) |

#### Bilan
Au 9 avril 2019 :
- Total de matchs disputés : 2
- Victoires de Macao : 0
- Matchs nuls : 0
- Victoires de l'Inde : 2
- Total de buts marqués par Macao : 1
- Total de buts marqués par l'Inde : 6

### Irak

#### Confrontations
Confrontations entre Macao et l'Irak :
|   | Date          | Lieu   | Match        | Score | Compétition                                                        |
| - | ------------- | ------ | ------------ | ----- | ------------------------------------------------------------------ |
| 1 | 12 avril 2001 | Bagdad | Irak - Macao | 8-0   | Tours préliminaires à la Coupe du monde 2002 (zone Asie, 1er tour) |
| 2 | 21 avril 2001 | Almaty | Irak - Macao | 5-0   | Tours préliminaires à la Coupe du monde 2002 (zone Asie, 1er tour) |

#### Bilan
Au 9 avril 2019 :
- Total de matchs disputés : 2
- Victoires de Macao : 0
- Matchs nuls : 0
- Victoires de l'Irak : 2
- Total de buts marqués par Macao : 0
- Total de buts marqués par l'Irak : 13

## J

### Japon

#### Confrontations
Confrontations entre Macao et le Japon :
|   | Date             | Lieu      | Match         | Score | Compétition                                                             |
| - | ---------------- | --------- | ------------- | ----- | ----------------------------------------------------------------------- |
| 1 | 28 décembre 1980 | Hong Kong | Japon - Macao | 3-0   | Tours préliminaires à la Coupe du monde 1982 (zone Asie-Océanie, gr. 4) |
| 2 | 25 mars 1997     | Mascate   | Macao - Japon | 0-10  | Tours préliminaires à la Coupe du monde 1998 (zone Asie, 1er tour)      |
| 3 | 22 juin 1997     | Tokyo     | Japon - Macao | 10-0  | Tours préliminaires à la Coupe du monde 1998 (zone Asie, 1er tour)      |
| 4 | 13 février 2000  | Macao     | Macao - Japon | 0-3   | Tour préliminaire à la Coupe d'Asie des nations 2000 (gr. 10)           |

#### Bilan
Au 9 avril 2019 :
- Total de matchs disputés : 4
- Victoires de Macao : 0
- Matchs nuls : 0
- Victoires du Japon : 4
- Total de buts marqués par Macao : 0
- Total de buts marqués par le Japon : 26

## K

### Kazakhstan

#### Confrontations
Confrontations entre Macao et le Kazakhstan :
|   | Date          | Lieu   | Match              | Score | Compétition                                                        |
| - | ------------- | ------ | ------------------ | ----- | ------------------------------------------------------------------ |
| 1 | 14 avril 2001 | Bagdad | Kazakhstan - Macao | 3-0   | Tours préliminaires à la Coupe du monde 2002 (zone Asie, 1er tour) |
| 2 | 23 avril 2001 | Almaty | Kazakhstan - Macao | 5-0   | Tours préliminaires à la Coupe du monde 2002 (zone Asie, 1er tour) |

#### Bilan
Au 9 avril 2019 :
- Total de matchs disputés : 2
- Victoires de Macao : 0
- Matchs nuls : 0
- Victoires du Kazakhstan : 2
- Total de buts marqués par Macao : 0
- Total de buts marqués par le Kazakhstan : 8

### Kirghizistan

#### Confrontations
Confrontations entre Macao et le Kirghizistan :
|   | Date             | Lieu    | Match                | Score | Compétition                                                 |
| - | ---------------- | ------- | -------------------- | ----- | ----------------------------------------------------------- |
| 1 | 7 avril 2006     | Dacca   | Kirghizistan - Macao | 2-0   | AFC Challenge Cup 2006 (gr. D)                              |
| 2 | 17 mars 2013     | Bichkek | Kirghizistan - Macao | 1-0   | AFC Challenge Cup 2014 (qualification - gr. B)              |
| 3 | 28 mars 2017     | Bichkek | Kirghizistan - Macao | 1-0   | Éliminatoires de la Coupe d'Asie des nations 2019 (3e tour) |
| 4 | 14 novembre 2017 | Macao   | Macao - Kirghizistan | 3-4   | Éliminatoires de la Coupe d'Asie des nations 2019 (3e tour) |

#### Bilan
Au 3 avril 2019 :
- Total de matchs disputés : 4
- Victoires de Macao : 0
- Matchs nuls : 0
- Victoires du Kirghizistan : 4
- Total de buts marqués par Macao : 3
- Total de buts marqués par le Kirghizistan : 8

### Koweït

#### Confrontations
Confrontations entre Macao et le Koweït :
|   | Date        | Lieu         | Match          | Score | Compétition                                                        |
| - | ----------- | ------------ | -------------- | ----- | ------------------------------------------------------------------ |
| 1 | 3 mai 1993  | Kuala Lumpur | Koweït - Macao | 10-1  | Tours préliminaires à la Coupe du monde 1994 (zone Asie, 1er tour) |
| 2 | 16 mai 1993 | Riyad        | Macao - Koweït | 0-8   | Tours préliminaires à la Coupe du monde 1994 (zone Asie, 1er tour) |

#### Bilan
Au 9 avril 2019 :
- Total de matchs disputés : 2
- Victoires de Macao : 0
- Matchs nuls : 0
- Victoires du Koweït : 2
- Total de buts marqués par Macao : 1
- Total de buts marqués par le Koweït : 18

## L

### Laos

#### Confrontations
Confrontations entre Macao et le Laos :
|   | Date            | Lieu    | Match        | Score | Compétition                     |
| - | --------------- | ------- | ------------ | ----- | ------------------------------- |
| 1 | 6 novembre 2016 | Kuching | Macao - Laos | 4-1   | AFC Solidarity Cup 2016 (gr. B) |
| 2 | 2 octobre 2017  | Macao   | Macao - Laos | 3-1   | Match amical                    |

#### Bilan
Au 9 avril 2019 :
- Total de matchs disputés : 2
- Victoires de Macao : 2
- Matchs nuls : 0
- Victoires du Laos : 0
- Total de buts marqués par Macao : 7
- Total de buts marqués par le Laos : 2

## M

### Malaisie

#### Confrontations
Confrontations entre Macao et la Malaisie :
|   | Date         | Lieu         | Match            | Score | Compétition                                                        |
| - | ------------ | ------------ | ---------------- | ----- | ------------------------------------------------------------------ |
| 1 | 5 mai 1993   | Kuala Lumpur | Malaisie - Macao | 9-0   | Tours préliminaires à la Coupe du monde 1994 (zone Asie, 1er tour) |
| 2 | 18 mai 1993  | Riyad        | Malaisie - Macao | 5-0   | Tours préliminaires à la Coupe du monde 1994 (zone Asie, 1er tour) |
| 3 | 29 mars 2016 | Malacca      | Malaisie - Macao | 0-0   | Match amical                                                       |

#### Bilan
Au 9 avril 2019 :
- Total de matchs disputés : 3
- Victoires de Macao : 0
- Matchs nuls : 1
- Victoires de la Malaisie : 2
- Total de buts marqués par Macao : 0
- Total de buts marqués par la Malaisie : 14

### Maurice

#### Confrontations
Confrontations entre Macao et Maurice :
|   | Date         | Lieu  | Match           | Score | Compétition  |
| - | ------------ | ----- | --------------- | ----- | ------------ |
| 1 | 22 mars 2018 | Macao | Macao - Maurice | 0-1   | Match amical |

#### Bilan
Au 9 avril 2019 :
- Total de matchs disputés : 1
- Victoires de Macao : 0
- Matchs nuls : 0
- Victoires de Maurice : 1
- Total de buts marqués par Macao : 0
- Total de buts marqués par Maurice : 1

### Mongolie

#### Confrontations
Confrontations entre Macao et la Mongolie :
|   | Date             | Lieu        | Match            | Score | Compétition                                    |
| - | ---------------- | ----------- | ---------------- | ----- | ---------------------------------------------- |
| 1 | 22 février 2003  | Hong Kong   | Macao - Mongolie | 2-0   | Coupe d'Asie de l'Est 2003 (tour préliminaire) |
| 2 | 17 juin 2007     | Macao       | Macao - Mongolie | 0-0   | Coupe d'Asie de l'Est 2008 (tour préliminaire) |
| 3 | 13 mars 2009     | Yona        | Macao - Mongolie | 1-2   | Coupe d'Asie de l'Est 2010 (1er tour)          |
| 4 | 7 avril 2009     | Macao       | Macao - Mongolie | 2-0   | AFC Challenge Cup 2010 (tour préliminaire)     |
| 5 | 14 avril 2009    | Oulan-Bator | Mongolie - Macao | 3-1   | AFC Challenge Cup 2010 (tour préliminaire)     |
| 6 | 25 juillet 2014  | Tamuning    | Macao - Mongolie | 3-2   | Coupe d'Asie de l'Est 2015 (1er tour)          |
| 7 | 30 juin 2016     | Dededo      | Macao - Mongolie | 2-2   | Coupe d'Asie de l'Est 2017 (1er tour)          |
| 8 | 3 novembre 2016  | Kuching     | Macao - Mongolie | 2-1   | AFC Solidarity Cup 2016 (gr. B)                |
| 9 | 2 septembre 2018 | Oulan-Bator | Mongolie - Macao | 4-1   | Coupe d'Asie de l'Est 2019 (1er tour)          |

#### Bilan
Au 9 avril 2019 :
- Total de matchs disputés : 9
- Victoires de Macao : 4
- Matchs nuls : 2
- Victoires de la Mongolie : 3
- Total de buts marqués par Macao : 14
- Total de buts marqués par la Mongolie : 14

## N

### Népal

#### Confrontations
Confrontations entre Macao et le Népal :
|   | Date             | Lieu       | Match         | Score | Compétition                                                        |
| - | ---------------- | ---------- | ------------- | ----- | ------------------------------------------------------------------ |
| 1 | 23 mars 1997     | Mascate    | Népal - Macao | 1-1   | Tours préliminaires à la Coupe du monde 1998 (zone Asie, 1er tour) |
| 2 | 28 juin 1997     | Tokyo      | Macao - Népal | 2-1   | Tours préliminaires à la Coupe du monde 1998 (zone Asie, 1er tour) |
| 3 | 16 avril 2001    | Bagdad     | Népal - Macao | 4-1   | Tours préliminaires à la Coupe du monde 2002 (zone Asie, 1er tour) |
| 4 | 25 avril 2001    | Almaty     | Népal - Macao | 6-1   | Tours préliminaires à la Coupe du monde 2002 (zone Asie, 1er tour) |
| 5 | 24 mai 2008      | Phnom Penh | Népal - Macao | 3-2   | AFC Challenge Cup 2008 (qualification - gr. D)                     |
| 6 | 15 novembre 2016 | Kuching    | Népal - Macao | 1-0   | AFC Solidarity Cup 2016 (finale)                                   |

#### Bilan
Au 9 avril 2019 :
- Total de matchs disputés : 6
- Victoires de Macao : 1
- Matchs nuls : 1
- Victoires du Népal : 4
- Total de buts marqués par Macao : 7
- Total de buts marqués par le Népal : 16

### Nouvelle-Zélande

#### Confrontations
Confrontations entre Macao et la Nouvelle-Zélande :
|   | Date            | Lieu  | Match                    | Score | Compétition  |
| - | --------------- | ----- | ------------------------ | ----- | ------------ |
| 1 | 5 novembre 1975 | Macao | Macao - Nouvelle-Zélande | 1-1   | Match amical |

#### Bilan
Au 9 avril 2019 :
- Total de matchs disputés : 1
- Victoires de Macao : 0
- Matchs nuls : 1
- Victoires de la Nouvelle-Zélande : 0
- Total de buts marqués par Macao : 1
- Total de buts marqués par la Nouvelle-Zélande : 1

## O

### Oman

#### Confrontations
Confrontations entre Macao et Oman :
|   | Date         | Lieu    | Match        | Score | Compétition                                                        |
| - | ------------ | ------- | ------------ | ----- | ------------------------------------------------------------------ |
| 1 | 27 mars 1997 | Mascate | Oman - Macao | 4-0   | Tours préliminaires à la Coupe du monde 1998 (zone Asie, 1er tour) |
| 2 | 25 juin 1997 | Tokyo   | Macao - Oman | 0-2   | Tours préliminaires à la Coupe du monde 1998 (zone Asie, 1er tour) |

#### Bilan
Au 9 avril 2019 :
- Total de matchs disputés : 6
- Victoires de Macao : 1
- Matchs nuls : 1
- Victoires d'Oman : 4
- Total de buts marqués par Macao : 7
- Total de buts marqués par Oman : 16

## P

### Pakistan

#### Confrontations
Confrontations entre Macao et le Pakistan :
|   | Date         | Lieu      | Match            | Score | Compétition                                                                 |
| - | ------------ | --------- | ---------------- | ----- | --------------------------------------------------------------------------- |
| 1 | 21 mars 2003 | Singapour | Macao - Pakistan | 0-3   | Tour préliminaire à la Coupe d'Asie des nations 2004 (préliminaire - gr. E) |
| 2 | 6 avril 2006 | Dacca     | Pakistan - Macao | 2-2   | AFC Challenge Cup 2006 (gr. D)                                              |
| 3 | 21 mars 2013 | Bichkek   | Pakistan - Macao | 2-0   | AFC Challenge Cup 2014 (qualification - gr. B)                              |

#### Bilan
Au 9 avril 2019 :
- Total de matchs disputés : 3
- Victoires de Macao : 0
- Matchs nuls : 1
- Victoires du Pakistan : 2
- Total de buts marqués par Macao : 2
- Total de buts marqués par le Pakistan : 7

### Philippines

#### Confrontations
Confrontations entre Macao et les Philippines :
|   | Date              | Lieu      | Match               | Score | Compétition                                                  |
| - | ----------------- | --------- | ------------------- | ----- | ------------------------------------------------------------ |
| 1 | 29 décembre 1978  | Manille   | Philippines - Macao | 1-2   | Tour préliminaire à la Coupe d'Asie des nations 1980 (gr. 4) |
| 2 | 4 février 1996    | Hong Kong | Macao - Philippines | 5-1   | Tour préliminaire à la Coupe d'Asie des nations 1996 (gr. 2) |
| 3 | 12 octobre 2010   | Kaohsiung | Philippines - Macao | 5-0   | Coupe Long Teng 2010 (en)                                    |
| 4 | 29 septembre 2012 | Bacolod   | Philippines - Macao | 5-0   | Coupe de la Paix des Philippines 2012 (en)                   |

#### Bilan
Au 9 avril 2019 :
- Total de matchs disputés : 4
- Victoires de Macao : 2
- Matchs nuls : 0
- Victoires des Philippines : 2
- Total de buts marqués par Macao : 7
- Total de buts marqués par les Philippines : 12

## S

### Salomon

#### Confrontations
Confrontations entre Macao et les Salomon :
|   | Date         | Lieu  | Match           | Score | Compétition  |
| - | ------------ | ----- | --------------- | ----- | ------------ |
| 1 | 29 août 2018 | Macao | Macao - Salomon | 1-4   | Match amical |

#### Bilan
Au 9 avril 2019 :
- Total de matchs disputés : 1
- Victoires de Macao : 0
- Matchs nuls : 0
- Victoires des Salomon : 1
- Total de buts marqués par Macao : 1
- Total de buts marqués par les Salomon : 4

### Singapour

#### Confrontations
Confrontations entre Singapour et Macao :
|   | Date            | Lieu      | Match             | Score | Compétition                                                                 |
| - | --------------- | --------- | ----------------- | ----- | --------------------------------------------------------------------------- |
| 1 | 16 février 2000 | Macao     | Macao - Singapour | 0-1   | Tour préliminaire à la Coupe d'Asie des nations 2000 (gr. 10)               |
| 2 | 23 mars 2003    | Singapour | Singapour - Macao | 2-0   | Tour préliminaire à la Coupe d'Asie des nations 2004 (préliminaire - gr. E) |
| 3 | 14 octobre 2014 | Macao     | Macao - Singapour | 2-2   | Match amical                                                                |

#### Bilan
Au 9 avril 2019 :
- Total de matchs disputés : 3
- Victoires de Singapour : 2
- Match nul : 1
- Victoires de Macao : 0
- Total de buts marqués par Singapour : 5
- Total de buts marqués par Macao : 2

### Sri Lanka

#### Confrontations
Confrontations entre Macao et le Sri Lanka :
|   | Date            | Lieu    | Match             | Score | Compétition                                                  |
| - | --------------- | ------- | ----------------- | ----- | ------------------------------------------------------------ |
| 1 | 9 novembre 2016 | Kuching | Sri Lanka - Macao | 1-1   | AFC Solidarity Cup 2016 (gr. B)                              |
| 2 | 6 juin 2019     | Zhuhai  | Macao - Sri Lanka | 1-0   | Éliminatoires de la Coupe d'Asie des nations 2023 (1er tour) |
| 3 | 11 juin 2019    | Colombo | Sri Lanka - Macao | 3-0   | Éliminatoires de la Coupe d'Asie des nations 2023 (1er tour) |

#### Bilan
Au 16 juin 2019 :
- Total de matchs disputés : 3
- Victoires de Macao : 1
- Matchs nuls : 1
- Victoires du Sri Lanka : 1
- Total de buts marqués par Macao : 2
- Total de buts marqués par le Sri Lanka : 4

## T

### Tadjikistan

#### Confrontations
Confrontations entre Macao et le Tadjikistan :
|   | Date         | Lieu    | Match               | Score | Compétition                                    |
| - | ------------ | ------- | ------------------- | ----- | ---------------------------------------------- |
| 1 | 2 avril 2006 | Dacca   | Tadjikistan - Macao | 4-0   | AFC Challenge Cup 2006 (gr. D)                 |
| 2 | 19 mars 2013 | Bichkek | Tadjikistan - Macao | 3-0   | AFC Challenge Cup 2014 (qualification - gr. B) |

#### Bilan
Au 9 avril 2019 :
- Total de matchs disputés : 3
- Victoires de Macao : 0
- Matchs nuls : 1
- Victoires du Tadjikistan : 2
- Total de buts marqués par Macao : 2
- Total de buts marqués par le Tadjikistan : 7

### Taïwan

#### Confrontations
Confrontations entre Macao et Taïwan :
|    | Date              | Lieu      | Match          | Score | Compétition                                                         |
| -- | ----------------- | --------- | -------------- | ----- | ------------------------------------------------------------------- |
| 1  | 7 juin 1992       | Pyongyang | Macao - Taïwan | 2-0   | Tour préliminaire à la Coupe d'Asie des nations 1992 (gr. 4)        |
| 2  | 2 mars 2003       | Hong Kong | Macao - Taïwan | 1-2   | Coupe d'Asie de l'Est 2003 (tour préliminaire)                      |
| 3  | 23 novembre 2003  | Taipei    | Taïwan - Macao | 3-0   | Phase qualificative de la Coupe du monde 2006 (zone Asie, 1er tour) |
| 4  | 29 novembre 2003  | Macao     | Macao - Taïwan | 1-3   | Phase qualificative de la Coupe du monde 2006 (zone Asie, 1er tour) |
| 5  | 9 août 2006       | Macao     | Macao - Taïwan | 0-1   | Match amical                                                        |
| 6  | 24 juin 2007      | Macao     | Macao - Taïwan | 2-7   | Coupe d'Asie de l'Est 2008 (match pour la 6e place)                 |
| 7  | 9 octobre 2010    | Kaohsiung | Taïwan - Macao | 7-1   | Coupe Long Teng 2010 (en)                                           |
| 8  | 30 septembre 2011 | Kaohsiung | Taïwan - Macao | 3-0   | Coupe Long Teng 2011 (en)                                           |
| 9  | 25 septembre 2012 | Bacolod   | Taïwan - Macao | 2-2   | Coupe de la Paix des Philippines 2012 (en)                          |
| 10 | 9 octobre 2015    | Taipei    | Taïwan - Macao | 5-1   | Match amical                                                        |
| 11 | 4 juillet 2016    | Dededo    | Taïwan - Macao | 3-2   | Coupe d'Asie de l'Est 2017 (1er tour)                               |

#### Bilan
Au 9 avril 2019 :
- Total de matchs disputés : 11
- Victoires de Macao : 1
- Matchs nuls : 1
- Victoires de Taïwan : 9
- Total de buts marqués par Macao : 12
- Total de buts marqués par Taïwan : 36

### Thaïlande

#### Confrontations
Confrontations entre Macao et la Thaïlande :
|   | Date            | Lieu    | Match             | Score | Compétition                                                   |
| - | --------------- | ------- | ----------------- | ----- | ------------------------------------------------------------- |
| 1 | 8 octobre 2007  | Bangkok | Thaïlande - Macao | 6-1   | Éliminatoires de la Coupe du monde 2010 (zone Asie, 1er tour) |
| 2 | 15 octobre 2007 | Macao   | Macao - Thaïlande | 1-7   | Éliminatoires de la Coupe du monde 2010 (zone Asie, 1er tour) |

#### Bilan
Au 9 avril 2019 :
- Total de matchs disputés : 2
- Victoires de Macao : 0
- Matchs nuls : 0
- Victoires de la Thaïlande : 2
- Total de buts marqués par Macao : 2
- Total de buts marqués par la Thaïlande : 13

## V

### Viêt Nam

#### Confrontations
Confrontations entre Macao et le Viêt Nam :
|   | Date           | Lieu              | Match            | Score | Compétition                                                   |
| - | -------------- | ----------------- | ---------------- | ----- | ------------------------------------------------------------- |
| 1 | 29 juin 2011   | Hô-Chi-Minh-Ville | Viêt Nam - Macao | 6-0   | Éliminatoires de la Coupe du monde 2014 (zone Asie, 1er tour) |
| 2 | 3 juillet 2011 | Macao             | Macao - Viêt Nam | 1-7   | Éliminatoires de la Coupe du monde 2014 (zone Asie, 1er tour) |

#### Bilan
Au 9 avril 2019 :
- Total de matchs disputés : 2
- Victoires de Macao : 0
- Matchs nuls : 0
- Victoires du Viêt Nam : 2
- Total de buts marqués par Macao : 1
- Total de buts marqués par le Viêt Nam : 13